# مارينيو (لاعب كرة قدم مواليد 1985)
مارينيو (بالبرتغالية: Marinho‏) هو لاعب كرة قدم برتغالي، ولد في 30 مارس 1985 في بورتو في البرتغال. لعب مع Luparense FC (futsal) ‏.

## وصلات خارجية
- مارينيو (لاعب كرة قدم مواليد 1985) على موقع الاتحاد الأوربي (الإنجليزية)